# Verona (Nova Jersey)
Verona és una població dels Estats Units a l'estat de Nova Jersey. Segons el cens del 2006 tenia 12.937 habitants.

## Demografia
Segons el cens del 2000, Verona tenia 13.533 habitants, 5.585 habitatges, i 3.697 famílies. La densitat de població era de 1.900 habitants/km².
Dels 5.585 habitatges en un 29,4% hi vivien nens de menys de 18 anys, en un 56,3% hi vivien parelles casades, en un 7,3% dones solteres, i en un 33,8% no eren unitats familiars. En el 30% dels habitatges hi vivien persones soles el 15,8% de les quals corresponia a persones de 65 anys o més que vivien soles. El nombre mitjà de persones vivint en cada habitatge era de 2,42 i el nombre mitjà de persones que vivien en cada família era de 3,06.
Per edats la població es repartia de la següent manera: un 22,5% tenia menys de 18 anys, un 4,3% entre 18 i 24, un 28,8% entre 25 i 44, un 25,1% de 45 a 60 i un 19,3% 65 anys o més.
L'edat mediana era de 41 anys. Per cada 100 dones de 18 o més anys hi havia 83,8 homes.
La renda mediana per habitatge era de 74.619 $ i la renda mediana per família de 97.673 $. Els homes tenien una renda mediana de 60.434 $ mentre que les dones 43.196 $. La renda per capita de la població era de 41.202 $. Aproximadament l'1,4% de les famílies i el 3,3% de la població estaven per davall del llindar de pobresa.

## Poblacions més properes
El següent diagrama mostra les poblacions més properes.